# Rocca San Casciano
Rocca San Casciano é uma comuna italiana da região da Emília-Romanha, província de Forlì-Cesena, com cerca de 2.115 habitantes. Estende-se por uma área de 50 km², tendo uma densidade populacional de 42 hab/km². Faz fronteira com Dovadola, Galeata, Modigliana, Portico e San Benedetto, Predappio, Premilcuore, Tredozio.

## Demografia
| Variação demográfica do município entre 1861 e 2011                               |
|                                                                                   |
| Fonte: Istituto Nazionale di Statistica (ISTAT) - Elaboração gráfica da Wikipedia |